# Mimosa tenuiflora
La Mimosa tenuiflora és un arbust verd perenne espinós amb una escorça de color castany rogenc. Són característiques les seves espines curtes i punxants d'una longitud que oscil·la entre 2 i 3 cm. Presenta flors blanques o grogues perfumades generalment en forma d'espiga cilíndrica i ateny entre 4 i 6 m d'alçada.

## Ecologia

### Distribució mundial
Es troba principalment en zones semiàrides del Brasil, sobretot a l'est. També es localitza a Mèxic, concretament en la regió de Chiapas i a alçades compreses entre els 800 i 1000 msnm.

### Hàbitat
Mimosa tenuiflora floreix i fructífera de novembre a juny en àrees seques de desert, en boscs i en selves.
Té una gran amplitud de tolerància a factors climàtics i edàfics.
És una espècie de caràcter oportunista i típicament secundària.

## Descripció
Cicle vital: Perenne
Òrgans vegetatius
- Forma de la rel: Les rels presenten tuberositats amb espècies simbiòntiques que fixen el nitrogen atmosfèric.
- Tipus de tija: Llenyosa
- Morfologia, textura i disposició de les fulles: Fulles runcinades generalment alternes i molt dividides (pinnati o palmaticompostes), trifoliolades i rarament unifoliades. Sempre tenen estípules encara que sovint es transformen en espines i més rarament en estructures inflades. La textura és herbàcia.

Òrgans reproductors
- Repartició de sexes: Hermafrodita o unisexual.
- Inflorescència: Flors de mida petita agrupades en inflorescències capitoliformes.
- Morfologia del periant: Les flors criden l'atenció amb els seus llargs filaments acolorits. El periant és doble i pentàmer. El calze presenta 5 sèpals lliures (dialisèpals) o soldats (gamosèpals) mentre que la corol·la que papilonàcia i zigomorfa presenta 5 pètals generalment lliures (dialipètals).
- Androceu: De grans dimensions produeix pol·len tricolpoporat o triporat que allibera en mònades. Consta d'un nombre d'estams igual o doble al de peces periàntiques (5 o \d0 estams amb diferents graus de soldadura pels seus filaments).
- Gineceu: Tipus d'ovari segons la posició de la resta de peces florals és súper. Consta generalment d'un carpel (monocarpel·lar) lliure amb un gran nombre de primordis seminals.
- Fruit: De tipus llegum o derivat d'aquest, dehiscent o indiscent, que conté llavors mancants d'endosperma i amb un embrió capaç d'emmagatzemar midó, proteïnes i a vegades greixos.

## Farmacologia

### Part utilitzada
S'empra l'escorça que és rugosa, de color cafè rogenc, de textura fibrosa i d'olor i sabor resinós.

### Composició química
L'escorça conté àcid giberèlic (C19H22O6) i dimetiltriptamina. També és rica en tanins, saponines, alcaloides, lípids, fitosterols, glucòsids, xilosa, ramnosa, arabinosa, lupeol i kukulkanins.
Els principis actius identificats fins ara són: flavonoides, oligoelements (magnesi, zinc, coure, manganès i ferro), saponòsits.

### Acció farmacològica
Afavoreix la regulació de la microcirculació perifèrica, modula l'activitat d'enzims implicats en els processos de degradació de l'àcid hialurònic i inhibeix el creixement de bacteris.

### Usos medicinals
A l'extracte de la rel se li atribueixen propietats com l'enfortiment del cuir cabellut i el rejoveniment de la pell. En l'actualitat és freqüent la seva presència a la composició de productes comercials destinats a evitar la caiguda del cabell i arrugues.
També es descriuen efectes beneficiosos en ferides, cremades i problemes de la pell com úlceres. Es justifica aquest fet perquè el contingut de la rel és ric en tanins saponines, arabinosa i lípids.
Es tracta per acnè, ictiosis, psoriasis, escaldadures, cuperosis i eritrema solars.
S'utilitza com analgèsic, antiinflamatori, antibacterià, anestèsic i fungicida.
L'extracte de la Mimosa tenuiflora afavoreix la regulació de la microcirculació perifèrica, constrasta el dany produït per radicals lluires i lipoperòxids (degradació de les membranes cel·lulars d'estrès oxidant), modula l'activitat d'enzims implicats en els processos de degradació de l'àcid hialurònic i inhibeix el creixement de bacteris.
El pols de l'escorça, que es diu Tepzecohuite, té propietats màgiques, ja que cicatritza ferides. Aquestes propietats van ser utilitzades quan va haver un incendi. Els resultats van ser sorprenents en menys de 3 mesos, les ferides es van cicatritzar i la pell va tornar a la normalitat.

### Toxicitat
L'extracte és tòxic per la pell.

## Observacions

### Efectes al·lucinògens
La Mimosa hostilis conté la N,N- Dimetiltriptamina (N,N-DMT) amb efectes psicoactius semblants al LSD. En concret, a l'extracte de la rel d'aquesta planta s'han detectat nivells propers al 0,5% de N,N-DMT.

#### El N,N-DMT i els seus efectes
El N,N-DMT és una substància psicoactiva que pertany a la família de les Triptamines. Aquesta substància està present a moltes plantes selvàtiques a una concentració considerable.
El primer ús documentat d'aquest compost orgànic com al·lucinogen data del segle viii aC., ja que es van trobar restes a nínxols fúnebres dels antics pobladors de la selva colombiana. Aquests últims la ingerien a través de la Cohoba (extracte del Yopo, arbre de la zona).
Per altra banda, cal remarcar que la N,N-DMT és produïda de manera natural pel nostre propi organisme concretament es creu que a l'epífisi o glàndula pineal.
Estudis recents han conclòs que la producció endògena en el cos de N,N-DMT i altres substàncies al·lucinògenes podria estar relacionada amb la generació de brots psicòtics i inclòs estarien associades amb l'aparició de brots esquizofrènics a pacients prèviament sans.
La Mimosa hostilis aïllada no produirà cap efecte al·lucinogen sobre l'organisme però si ho farà si l'associem a una substància n concret: l'enzim inhibidor de la monoaminooxidasa (IMAO).
Per assolir l'efecte psicoactiu desitjat s'han de donar les circumstàncies descrites en el següent procés: la monoaminooxidasa és un enzim del nostre organisme responsable de la inutilització de molècules neurotransmissors, entre elles N,N-DMT. Al barrejar N,N-DMT amb IMAO s'inhibeix l'enzim citat, cosa que permetre l'absorció de la N,N-DMT al tracte digestiu i a la seva arribada al sistema nerviós central.
Els chamans coneixen des de fa molt temps aquesta combinació química generadora d'estats al·lucinògens. La beguda ritual coneguda com Ayahuasca, és el clar exemple d'aquesta combinació i es realitza mitjançant la barreja de plantes: una que presentarà l'agent N,N-DMT, com per exemple la Mimosa hostilis i l'altre que contendrà l'agent que permet que es doni l'efecte al·lucinogen desitjat (IMAO).

#### Efectes secundaris al consum
Les conseqüències més immediates pel consum d'escorça de la rel solen ésser nàusees i vòmits.
Els efectes secundaris depenen principalment de la quantitat ingerida. Les dosis mortals són poc freqüents, ja que en aparèixer nàusees i vòmits se sol parar la ingesta de l'escorça.

### Altres usos
A Brasil les nacions indígenes elaboren una barreja de Mimosa hostilis amb altres partes endèmiques conegudes com a ayahuasca (que significa "vi d'home mort" o "vi de les ànimes"). Els seus efectes al·lucinògens són característics i considerats màgics per les tribus de l'Amazònia.
A l'estat de Pernambuco s'elabora una beguda ritual coneguda com "Vinho de Jurema"
Tanmateix, el seu ús principal avui en dia és la producció de carbó per l'elevada potència calorífica de la seva fusta. Per altra banda les seves fulles són utilitzades com a farratge.
El seu consum en rituals o de forma individual es pot realitzar per via inhalatòria, en forma de cigarretes i per via oral(en aquest últim cas en forma de barreja amb altres substàncies per assolir el moment crític i els efectes al·lucinògens desitjats).
La seva escorça conté una hormona que potència el creixement de les plantes degut a l'existència d'àcid giberèlic (C19H22O6), que se sap que causa creixement exponencial de les plantes i d'alguns òrgans de la floració dels fongs.
També és àmpliament utilitzada com a colorant natural.

### Comerç
Es comercialitzen diversos productes com cremes, càpsules i sabons.